# Mengeidae
Mengeidae – rodzina wachlarzoskrzydłych. Należy tu jeden wymarły rodzaj Mengea Grote, 1886 z dwoma gatunkami:
- †Mengea mengei
- †Mengea tertiaria